# Adenopodia gymnantha
Adenopodia gymnantha är en ärtväxtart som beskrevs av John Patrick Micklethwait Brenan. Adenopodia gymnantha ingår i släktet Adenopodia och familjen ärtväxter. Inga underarter finns listade i Catalogue of Life.